# Justification en droit pénal
 (juillet 2020).
 (mars 2025).
Motif : Je connais la notion de « fait justificatif » en droit pénal (exemples : force majeure, commandement de la loi, etc.), mais la « Justification en droit pénal » telle que présentée ici me semble être un concept, au choix, assez banal (« j'ai eu raison de commettre tel délit ou tel crime »), ou assez confus, dans le cadre d'une mauvaise traduction d'une page d'une autre langue (dans cette hypothèse, ou bien renommer la page, ou bien la mieux traduire). En tout cas, en l'état, la page est mal foutue (pardon pour la grossièreté).
- Archive Wikiwix
- Bing
- Cairn
- DuckDuckGo
- E. Universalis
- Gallica
- Google
- G. Books
- G. News
- G. Scholar
- Persée
- Qwant
- (zh) Baidu
- (ru) Yandex
- (wd) trouver des œuvres sur Wikidata

| 1. | Préciser le motif de la pose du bandeau. | Précisez le motif de la pose du bandeau en utilisant la syntaxe suivante : {{admissibilité à vérifier\|date=mars 2025\|motif=remplacez ce texte par le motif}}                                    |
| 2. | Informer les utilisateurs concernés.     | Pensez à avertir le créateur de l'article, par exemple, en insérant le code ci-dessous sur sa page de discussion : {{subst:avertissement admissibilité à vérifier\|Justification en droit pénal}} |

Pour les articles homonymes, voir Justification.
La justification est une défense dans une affaire pénale, par laquelle un défendeur qui a commis le crime tel qu'il est défini, prétend n'avoir rien fait de mal, parce que le fait de commettre le crime a fait progresser un certain intérêt social ou a fait valoir un droit d'une importance telle qu'il l'emporte sur l'illicéité du crime.
Les causes justificatives ne peuvent pas s'étendre au-delà de leur portée, qui est fondée sur l'autorisation donnée par la loi de nuire à la valeur sociale respective. En conséquence, lorsque les limits d'une cause justificative sont dépasées, celle-ci cesse d'être justifiée (par example, si les actes commis dépassent la cause de nécessité).